# برج الجرس (بكين)
برج الجرس (الصينية:鐘樓 / 钟楼، بينيين: تشونغلو) هو برج يقع على الطرف الشمالي من المحور المركزي لمدينة تارتار القديمة في بكين، شمال شارع ديانمن على بعد حوالي 300 متر شمال برج الطبل. ويشمل البرج أكبر وأثقل جرس في الصين ب7 أمتار لـ 63 طناً، والذي يمكن سماعه على مسافة 20 كم.
افتتح البرج أمام السياح منذ الثمانينيات.

## التصميم
يبلغ طول برج الجرس 33 مترا. بجدران رمادية وسقف مصنوع من القرميد اللامع الأخضر.

## معرض الصور

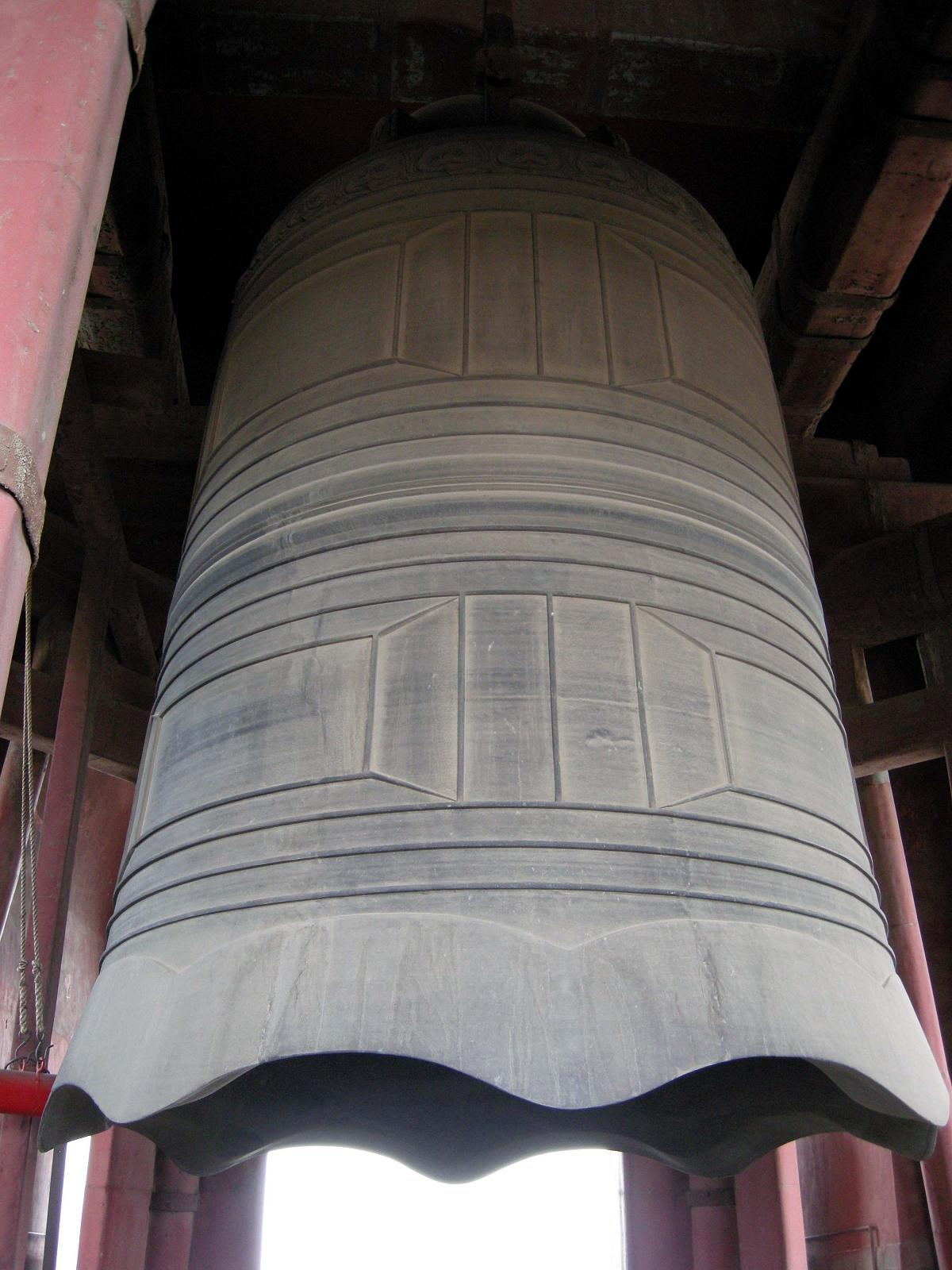
جرس برونزي عملاق من طراز مينغ داخل برج الجرس
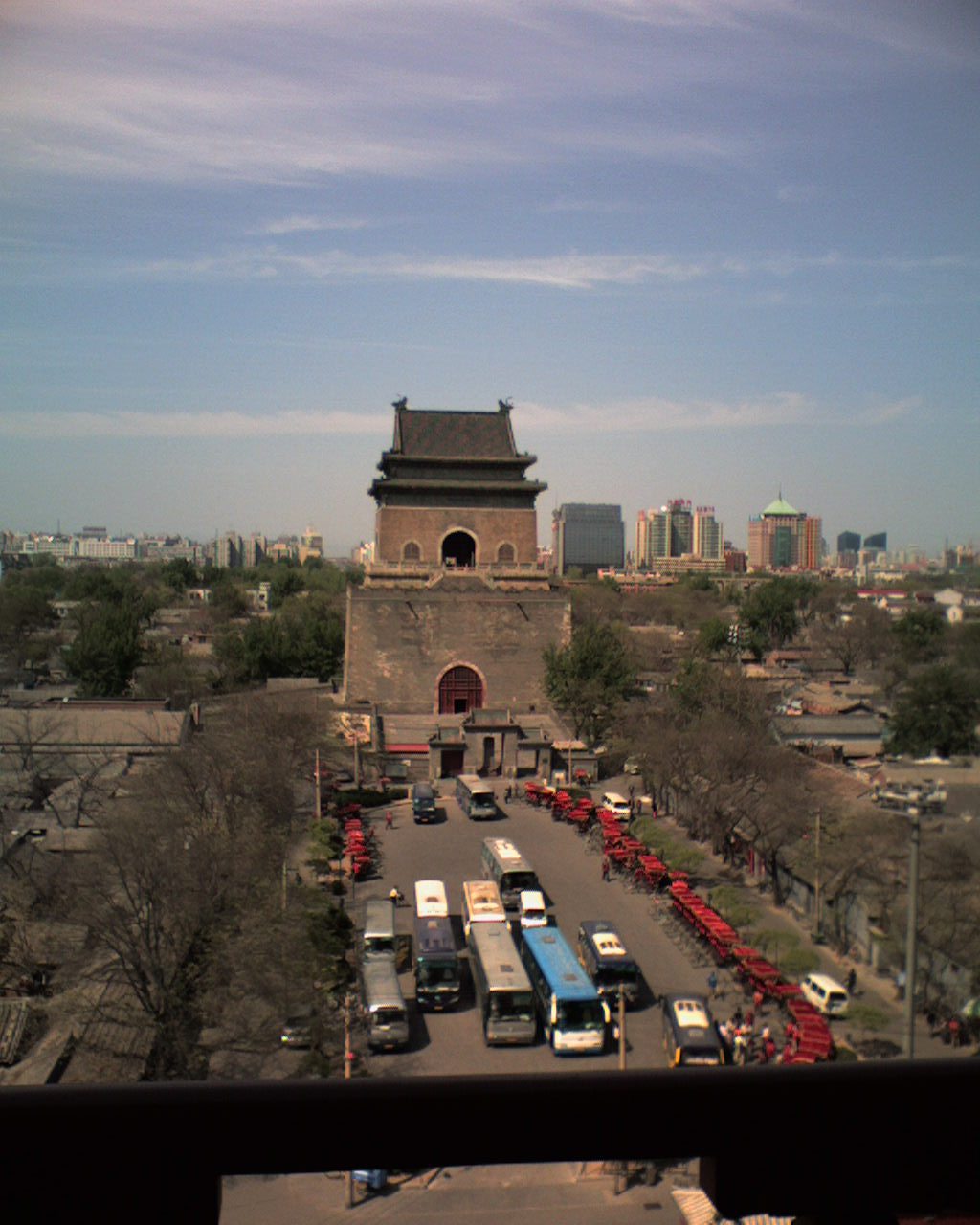
منظر برج الجرس من برج الطبل
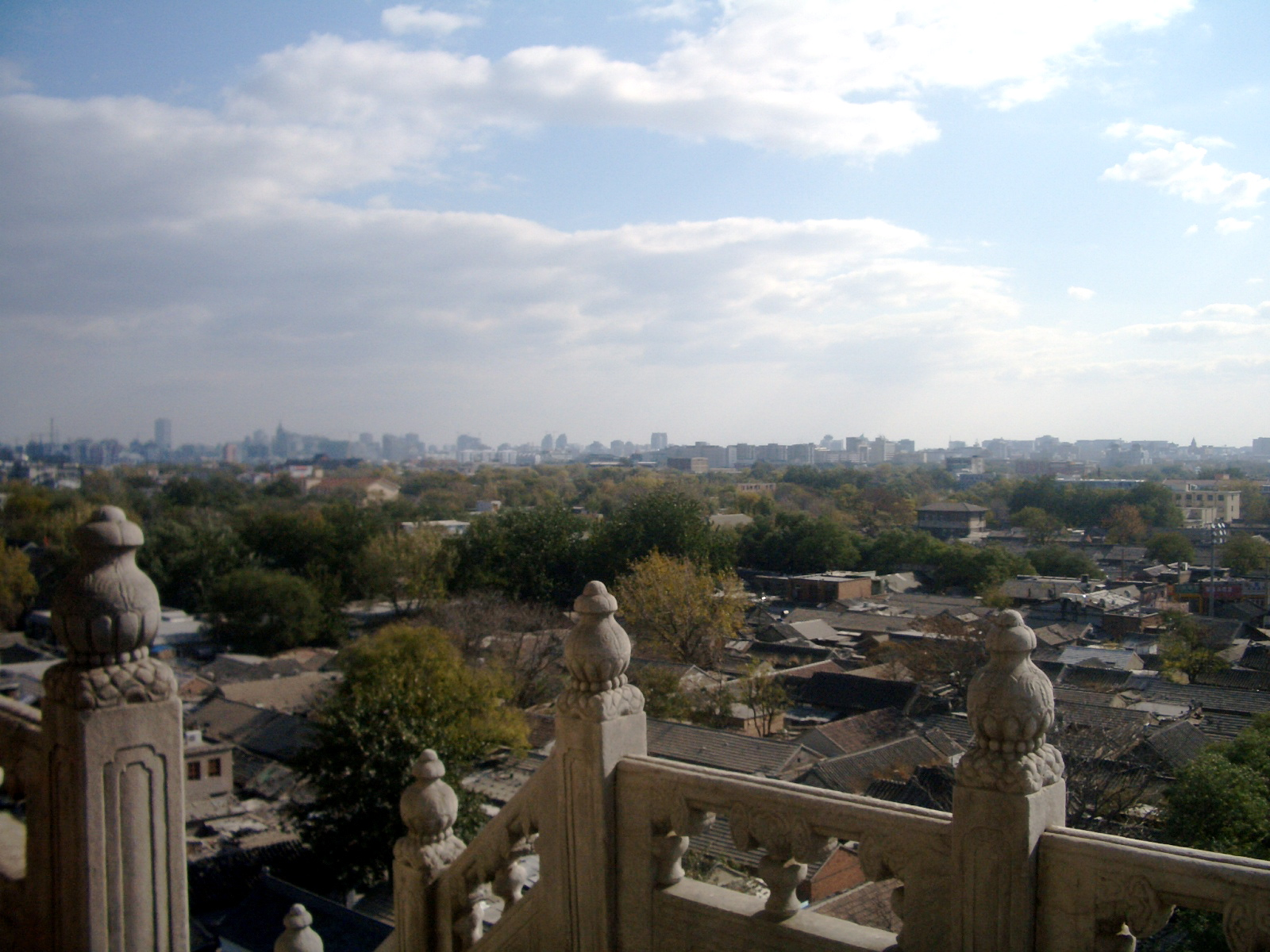
منظر طبيعي من أعلى برج الجرس